# Salek Mukti
Salek Mukti is een bestuurslaag in het regentschap Banyuasin van de provincie Zuid-Sumatra, Indonesië. Salek Mukti telt 2521 inwoners (volkstelling 2010).